# The Right Person Will Stay
«The Right Person Will Stay» — десятий студійний альбом американської співачки та авторки пісень Лани Дель Рей. Реліз десятої платівки має відбутися 21 травня 2025 року через лейбли Interscope Records і Polydor Records. Альбом, з моменту його оголошення, спочатку називався Lasso та мав вийти у вересні 2024 року, але згодом співачка перенесла його на невизначений термін. Проте 25 листопада 2024 року Лана Дель Рей підтвердила, що допрацювала над альбомом і реліз буде 21 травня 2025 року з його новою назвою The Right Person Will Stay. Створювали студійну платівку сама Лана Дель Рей з допомогою Джеком Антоноффом, Дрю Еріксоном, Заком Дауесом та Люком Лейрдом. 11 квітня 2025 року Лана Дель Рей представила перший головний сингл Henry, come on та оголосила у своєму Instagram Reels, що платівка не вийде 21 травня та не матиме назви The Right Person Will Stay. 18 квітня відбулася прем'єра другого синглу під назвою Bluebird.

## Виробництво
У 2019 році Лана Дель Рей вважала, що після релізу її альбому Norman Fucking Rockwell! справа дійшла до «великого обороту», тобто Лана побоялася, що її «злякають робити безпечний вибір», і вирішила «заспокоїтися» після релізів, щоби «переоцінити речі». У листопаді 2020 року Дель Рей розглядала можливість випустити «цифровий запис в американському стандарті і класики на Різдво», але в кінцевому результаті не зробила цього.
В 2021 році Дель Рей наголосила, що вона має цілий запис кавер-альбому із кантрі-піснями, натхненний її синглами Ride та Video Games. Дель Рей уточнила: 
|  | Я повернулась і послухала «Ride» і «Video Games» і подумала, що вони такі собі кантрі. Можливо, те, як вони були зроблені з поп-мотивами, але в них є щось американське, це точно. |

20 вересня 2023 року, через пів року після виходу її платівки Did You Know That There's a Tunnel Under Ocean Blvd, Дель Рей розповіла, що працювала над концепцією альбому, яка була б більше в стилі американської музики.
У вересні та протягом решти року Лана Дель Рей вирішила випробувати кантрі-стиль, виконавши кавер американської співачки Теммі Вайнетт на пісню Stand by Your Man, а у листопаді переспів на пісню Unchined Melody. 

1 грудня 2023 року Лана випустила кавер-версію композиції Take Me Home, Country Roads. 

18 січня 2024 року у своєму акаунті в Instagram Лана Дель Рей опублікувала допис з фрагментом пісні, підписавши його Henry, come on, і позначивши Люка Лейрда. Відповідно до цього композиція має стати синглом альбому й притаманна звучанню індіфолк-стилю.
31 січня 2024 року під час виступу на церемонії вручення нагород NMPA Songwriter Awards Дель Рей висловила слова подяки давньому другу та її співавтору Джеку Антоноффу та сказала, що вони будуть «виїжджати в кантрі» для її наступної музичної ініціативи та платівки, підштовхуваної численними комерційними успішними мейнстрімами, що реалізовані 2023 року. Зміна жанрів означатиме значний відхід від переважно її альтернативної попмузики. Співачка також оголосила назву нової музичної платівки Lasso, і що його реліз запланований на вересень 2024 року. 

3 липня Лана Дель Рей випустила спільну пісню з репером Quavo - Tough. Разом із композицією вийшло музичне відео, зрежисоване Уайєттом Спейном Уїнфрі. Billboard віднесли пісню до жанрів альтернативний поп, треп та кантрі, а також сказали, що композиція має «мрійливий приспів». За даними новинного інтернет-порталу USA Today, пісня має увійти до альбому, тоді ще під відомою назвою Lasso. 

21 серпня 2024 року Лана Дель Рей підтвердила в інтерв’ю журналу Vogue, що вона випустить «ще два сингли до кінця року». Також Дель Рей заявила, що звучання альбому не буде «значним відхиленням» від її попередніх альбомів, але все одно буде з впливом «класичним кантрі, американським сучасним фолком або південно-готичним стилем».
31 жовтня 2024 року Лана Дель Рей стала зіркою обкладинки листопадового випуску Vogue Italia, сфотографована Стівеном Майєм. Для цього випуску співачка дала інтерв'ю, в якому було написано, що Дель Рей знайшла натхнення, щоб перетворити свої історії на гармонію, ставши голосом цілого покоління . Вона також намагається з Lasso, новим альбомом, який народився під час періоду, проведеного між Міссісіпі та Арканзасом, але який, як ми говоримо, все ще триває, настільки, що він може бути випущений під іншою назвою. В інтерв'ю Vogue Italia Лана говорить:
|  | Було багато «американського чуття», забагато тієї самої американської естетики. Я зупинилася, бо не впізнавала себе. Мені хотілось би, щоб цей альбом був відображенням того, ким я є сьогодні. Я можу перетворити це на щось більше в «південну готику», як це мало бути на початку, і менше кантрі. |

## Випуск
25 листопада 2024 року через свій акаунт Honeymoon в Instagram Лана Дель Рей зробила офіційний анонс альбому, оголосивши, що він вийде 21 травня 2025 року з 13 піснями та матиме назву The right person will stay. У дописі співачка написала:
|  | «The right person will stay» вийде 21 травня. Така вдячна, що мої 13 треків поєдналися з моєю чудовою роботою між Люком, Джеком, Заком та Дрю Еріксоном. Щаслива, що ви почуєте кілька пісень перед Stagecoach (фестиваль в Індіо, Каліфорнія), починаючи з «Henry». Люблю завжди. |

Також в дописі Дель Рей опублікувала одну з версій обкладинки з надписом «The right person will stay». Під дописом сама ж співачка прокоментувала, що це насправді дизайн її сестри.
26 березня в Instagram Лана Дель Рей оприлюднила офіційну обкладинку для першого синглу Henry, come on. Фотографом виступив давній друг Дель Рей Ніл Круг.
4 квітня з'явилася інформація, що перший сингл Henry, come on може вийти в найближчий час, адже трек був завантаженим на стрімінгові платформи і став розпізнаваним в різних пошукових системах. Пісня була офіційно завантажена на стрімінгові платформи під час підготовки до її випуску. Ці сервіси визначили, що пісня має 5:11 тривалості та є в індірок-стилі, а фрагмент, яким Лана ділилася раніше, знаходиться на позначці 1:06.
11 квітня 2025 Лана Дель Рей випустила перший головний сингл Henry, come on. Так само в цей день Дель Рей зробила відеозвернення в Instagram Reels, де оголосила, що платівка не вийде 21 травня та не матиме назви The Right Person Will Stay. До того ж виконавиця поділилась, що наступного тижня вийде другий сингл Bluebird, над яким вона співпрацювала з Люком Лейрдом та Дрю Еріксоном, та представлений в струнному аранжуванні. Так само співачка висловила подяку Діну Ріду за підтримку у творчому процесі.
12 квітня через свій Instagram Дель Рей опублікувала фрагмент відеокліпу Henry, come on.
Pitchfork назвав пісню найкращою цього тижня. Через чотири дні після релізу Henry, come on очолив чарт дебютів тижня у світовому та американському відділеннях Spotify (11-13 квітня). Інсайдерська інформація повідомляє, що другий сингл Bluebird не має чіткої думки. Пісня, загалом, існує в тому ж світі, що й Henry, come on, але в ній більше відтінків Південної Америки.
16 квітня 2025 року один з неофіційних акаунтів про творчість Лани Дель Рей Americanwhoretour в Instagram розмістив допис, що Bluebird Лани Дель Рей вийде цієї п’ятниці, 18 квітня.
Прем'єра другого синглу Bluebird, як зазначалось скоріше, таки відбулася 18 квітня 2025 року. Пізніше, в той же день, Дель Рей у своєму Instagram оприлюднила ще один фрагмент відеокліпу з піснею Bluebird, без жодного підпису та коментарю. Через декілька годин після випуску пісні Bluebird Лана особисто зробила відеозвернення, в якому розповіла як написала Bluebird і те, що вона зустрілася з тим, з ким довгий час не бачилася, і вони вирішили піти на прогулянку разом, де вона звернула увагу на маленьку пташку... детальніше далі:
|  | Іноді мені здається, що природа має свій спосіб спілкуватися з тобою, особливо у важких ситуаціях, не жертвенним способом. |

25 квітня, о 20:10 за місцевим часом, Лана Дель Рей виступила на музичному фестивалі Stagecoach (Індіо, Каліфорнія), де окрім Henry, come on та Bluebird, виконала і нові пісні з платівки:
- Husband Of Mine
- Quiet In The South
- 57.5

Під час виконання нової пісні 57.5 Дель Рей промовила розповідь про поцілунок з Морганом Волленом:
|  | Це востаннє, коли я вимовляю ці рядки... Я поцілувала Моргана Воллена. Здається, поцілунок зі мною запаморочив йому голову. Якщо ви хочете знати мій секрет успіху, я пропоную не кататися з ним на квадроциклах, коли ви на Заході. |

10 травня у просторах Інтернету з'явилася інформація від інсайдера LanaBoards, де повідомлялося, що Лана Дель Рей завершила роботу над новим десятим альбомом.

## Сингли

### Henry, come on
|                                                         |                                       |                 |  |  |
| Пісня Лани Дель Рей                                     |                                       |                 |  |  |
| з альбому Lana Del Rey's albums in chronological orderd |                                       |                 |  |  |
| Випущено                                                | 11 квітня 2025                        |                 |  |  |
| Формат                                                  | Завантаження музики                   |                 |  |  |
| Тип                                                     | Сингл                                 |                 |  |  |
| Записано                                                | 2023-2024                             |                 |  |  |
| Жанр                                                    | Індіфолк                              |                 |  |  |
| Мова                                                    | Англійська                            |                 |  |  |
| Тривалість                                              | 5:11                                  |                 |  |  |
| Лейбл                                                   | Interscope, Polydor                   |                 |  |  |
| Продюсер                                                | Лана Дель Рей, Люк Лейрд, Дрю Еріксон |                 |  |  |
| Автор пісні                                             | Лана Дель Рей, Люк Лейрд              |                 |  |  |
| Хронологія Лани Дель Рей                                |                                       |                 |  |  |
| Henry, come on (2025) Bluebird (2025)                   |                                       |                 |  |  |
|                                                         |                                       |                 |  |  |
|                                                         |                                       |                 |  |  |
|                                                         |                                       |                 |  |  |
|                                                         |                                       |                 |  |  |
|                                                         |                                       |                 |  |  |
|                                                         | Henry, come on (2025)                 | Bluebird (2025) |  |  |

|  | Henry, come on (2025) | Bluebird (2025) |

| Зовнішні відеофайли                             | Зовнішні відеофайли                  |
| ----------------------------------------------- | ------------------------------------ |
| Аудіоверсія пісні Lana Del Rey - Henry, come on |                                      |
|                                                 | Lana Del Rey - Henry, come on (2025) |

### Bluebird
|                                                         |                                       |  |  |  |
| Пісня Лани Дель Рей                                     |                                       |  |  |  |
| з альбому Lana Del Rey's albums in chronological orderd |                                       |  |  |  |
| Випущено                                                | 18 квітня 2025                        |  |  |  |
| Формат                                                  | Завантаження музики                   |  |  |  |
| Тип                                                     | Сингл                                 |  |  |  |
| Записано                                                | 2024                                  |  |  |  |
| Жанр                                                    | Індіфолк                              |  |  |  |
| Мова                                                    | Англійська                            |  |  |  |
| Тривалість                                              | 4:02                                  |  |  |  |
| Лейбл                                                   | Interscope, Polydor                   |  |  |  |
| Продюсер                                                | Лана Дель Рей, Люк Лейрд, Дрю Еріксон |  |  |  |
| Автор пісні                                             | Лана Дель Рей, Люк Лейрд              |  |  |  |
| Хронологія Лани Дель Рей                                |                                       |  |  |  |
| Henry, come on (2025) Bluebird (2025)                   |                                       |  |  |  |
|                                                         |                                       |  |  |  |
|                                                         |                                       |  |  |  |
|                                                         |                                       |  |  |  |
|                                                         |                                       |  |  |  |
|                                                         |                                       |  |  |  |
| Henry, come on (2025)                                   | Bluebird (2025)                       |  |  |  |

| Henry, come on (2025) | Bluebird (2025) |  |

| Зовнішні відеофайли                       | Зовнішні відеофайли            |
| ----------------------------------------- | ------------------------------ |
| Аудіоверсія пісні Lana Del Rey - Bluebird |                                |
|                                           | Lana Del Rey - Bluebird (2025) |

## Відгуки
2 січня 2025 року Grammy назвав десятий альбом Лани Дель Рей одним з найочікуваніших релізів 2025 року. А вже більше як через три місяці, 23 квітня, Grammy називає Лану Дель Рей королевою альтернативної музики.
19 квітня під час промокампанії, платівка мала ефективну позицію, адже другий сингл Bluebird увійшов у рейтинги Топ-20 iTunes в країнах Мексики, Нової Зеландії, Бразилії, Швеції, Ірландії, Польщі та в Іспанії. Чилі стала першою країною у світі, яка досягла рейтингу Топ-1 iTunes та єдиною, котра трималася два дні поспіль. Композиція Henry, come on була у чарті Топ-1 iTunes три дні поспіль у Чилі.
22 квітня 2025 року видання The Village Україна назвало десяту платівку одним із 28 альбомів весни 2025 року, підкресливши те, що Лана Дель Рей сформулювала звучання попмузики 2010-х та те, що у своїх піснях Лана Дель Рей обʼєднала меланхолію, кіношність, гламур, американку й попкультуру.
На другий день після виступу Дель Рей на Stagecoach, 26 квітня, Billboard назвав виконання та виступ співачки незабутнім.